# Умберто Маскио
Умберто Дионисио Маскио (на испански: Humberto Dionisio Maschio) е бивш аржентински футболист, нападател и треньор.

## Кариера
Маскио започва да тренира футбол в Арсенал де Лавалол, преди да премине в Килмес, където се оказва голмайстор. Той се присъединява към Расинг Клуб през 1954 г. и заминава за Италия през 1957 г. Той е свързван с трансфер в Ювентус през 1956 г., но интересът им изчезва след международната среща между Италия и Аржентина в Буенос Айрес същата година, когато той изглежда неефективен. Вместо това, Маскио подписва с Болоня през 1957 г., но не успява да пресъздаде формата, която показва в Расинг.
От Болоня, Маскио преминава в Аталанта, които купуват половината му състезателни права през сезон 1959/60. В Бергамо Маскио възвръща формата, която го извежда до международна известност, като вкарва много голове и създава многобройни шансове за своите колеги. В Аталанта той се мести от централен нападател в по-дълбока роля, която му позволява да използва своята визия и творчество. През 1962 г. е подписва с Интер Милано. Маскио обаче не успява да се впише във вижданията на треньора Еленио Ерера, който го използва като централен нападател и престоят му в Милано е с ограничен успех. След това играе за кратко във Фиорентина.
Изпълненията му го водят до италианския национален отбор, с когото играе на световното през 1962 г. Той се завръща в Расинг през 1966 г., за да спечели Копа Либертадорес и Междуконтинентална купа през 1967 г. и да сложи край на кариерата си в клуба на с 44 гола в 139 мача.

## Национален отбор

### Аржентина
Маскио изиграва 12 мача за националния отбор на Аржентина между 1956 и 1957 г., отбелязвайки 12 гола. Той помага на Аржентина да спечели Копа Америка през 1957 г. и е голмайсторът на турнира с 6 гола.

### Италия
Благодарение на неговия италиански произход (от провинция Павия), Маскио също изиграва 2 мача за италианския национален отбор през 1962 г., без да отбележи голове. На световното първенство през 1962 г. в Чили, Маскио е капитан и един от главните герои в сбиването, станало известно като „битката за Сантяго“ в мача срещу Чили, в който чилийският играч Леонел Санчес му чупи носа. Италия губи мача с 0:2 и е отстранена в първия кръг.

## Отличия

### Отборни
Интер
- Серия А: 1962/63

Фиорентина
- Копа Италия: 1965/66

Расинг Клуб
- Копа Либертадорес: 1967
- Междуконтинентална купа: 1967

### Международни
Аржентина
- Копа Америка: 1957